# 維也納體育會
維也納體育會（Wiener Sport-Club）是一間位於奧地利首相維也納的職業足球會，於1883年成立，是奧地利最早成立的足球會之一。維也納體育會在歷史上的不同時期，設有劍擊、拳擊、摔跤、自行車、手球、田徑、曲棍球、網球、壁球、足球和水球等部門，其足球部門在1922年、1958年和1959年奪得奧地利全國錦標賽冠軍，1958年首次參加歐洲冠軍球會盃則遇上意大利勁旅祖雲達斯竟以7比0大勝對手，最終球隊晉身八強不敵皇家馬德里出局。1990年代經歷過兩次破產導致球隊降落低級別聯賽。

## 球會榮譽
- 奧地利足球冠軍

 冠軍 (3)：1921–22, 1957–58, 1958–59
- 奧地利盃

 冠軍 (1)：1922–23
- 奥地利足球乙级联赛

 冠軍 (1)：1976–77
- 奧地利東部地區聯賽

 冠軍 (1)：2001–02

## 外部鏈接
- Wiener Sport-Club online （页面存档备份，存于） （德語）
- Wiener Sport-Club football section （页面存档备份，存于） （德語）
- Soccerway profile （页面存档备份，存于）